# Georg Imbert
Georg Christian Peter Imbert (französisch Georges Imbert; * 26. März 1884 in Niederstinzel; † 6. Februar 1950 in Sarre-Union) war ein deutsch-französischer Chemieingenieur und Erfinder des Holzvergasers.

## Kindheit und Jugend
Imbert wurde am 26. März 1884 in Niederstinzel bei Finstingen als ältestes von vier Kindern geboren.
Sein Vater war der Eisenbahnbeamte, Telegrafist und spätere Bahnhofsvorsteher von Diemeringen Peter Imbert (* 1858), Sohn des Straßenwärters Peter Imbert aus Diemeringen und Katharina Jungk. Seine Mutter Lina Magdalena (* 1860) war die Tochter des Mühlenbesitzers Christian Müller und dessen Frau Caroline Müller aus Sarre-Union.
Nach der Grundschule in Diemeringen besuchte Georg Imbert das Gymnasium Saargemünd. Aufgrund seiner guten schulischen Leistungen schrieb ihn sein Vater an der renommierten Schule für Chemie im Mülhausen ein, dort schloss er drei Jahre später als Diplomingenieur der Chemie ab.

## Berufliche Tätigkeit
Im Alter von 20 Jahren reichte Imbert das erste von später mehr als 15 Patenten ein. Einige Jahre arbeitete er als Forscher in Manchester, dann gründete er 1908 in Diemeringen eine Seifenfabrik und nutzte dort selbst entwickelte industrielle Prozesse.
1915 wurde Georges Imbert in die deutsche Armee eingezogen, für die er als Chemiker in den Unternehmen Chemische Fabrik Königswarter & Ebell in Linden bei Hannover und Pintsch in Berlin tätig war.
Nach seiner Demobilisierung widmete Imbert sich ab 1918 wieder der Seifenherstellung in Diemeringen. Gleichzeitig forschte er an einer Möglichkeit zur Kohleverflüssigung. Es gelang ihm, im Labormaßstab aus Kohle synthetisches Benzin herzustellen, nur waren offenbar für eine wirtschaftliche Anwendung die Kosten zu hoch. 1920 entwickelte Imbert einen Gasgenerator zur Erzeugung von Gas aus Kohle, den er ab 1921 praktisch umsetzte. Der erste Kohlevergaser für ein Fahrzeug entstand 1923.
1922 fand in Frankreich ein Wettbewerb zur Produktion von synthetischem Gas statt, den englische Forscher gewannen. Frankreich geriet unter Druck, die nationale Energieversorgung von ausländischen Brennstoffen unabhängig zu machen.
Im Folgejahr trat die französische Armee an Imbert mit dem Auftrag heran, einen Holzvergaser zu entwickeln. Die  Industriellen-Dynastie De Dietrich richtete ihm in Reichshoffen ein Forschungslabor in ihrer dort ansässigen Fabrik ein. Zwischen 1924 und 1926 patentierte Imbert verschiedene Technologien zur Gassynthese, darunter das Konstruktionsprinzip des Holzvergasers mit doppeltem Mantel und doppelter Vergasungszone. De Dietrich reichten ihrerseits Patente für von Imbert entwickelte Technologien ein, was Imbert 1926 zur Beendigung der Zusammenarbeit veranlasste.
Imbert erwarb ein Anwesen in Sarre-Union und gründete dort 1930 die Compagnie Générale des Gazogènes Imbert.

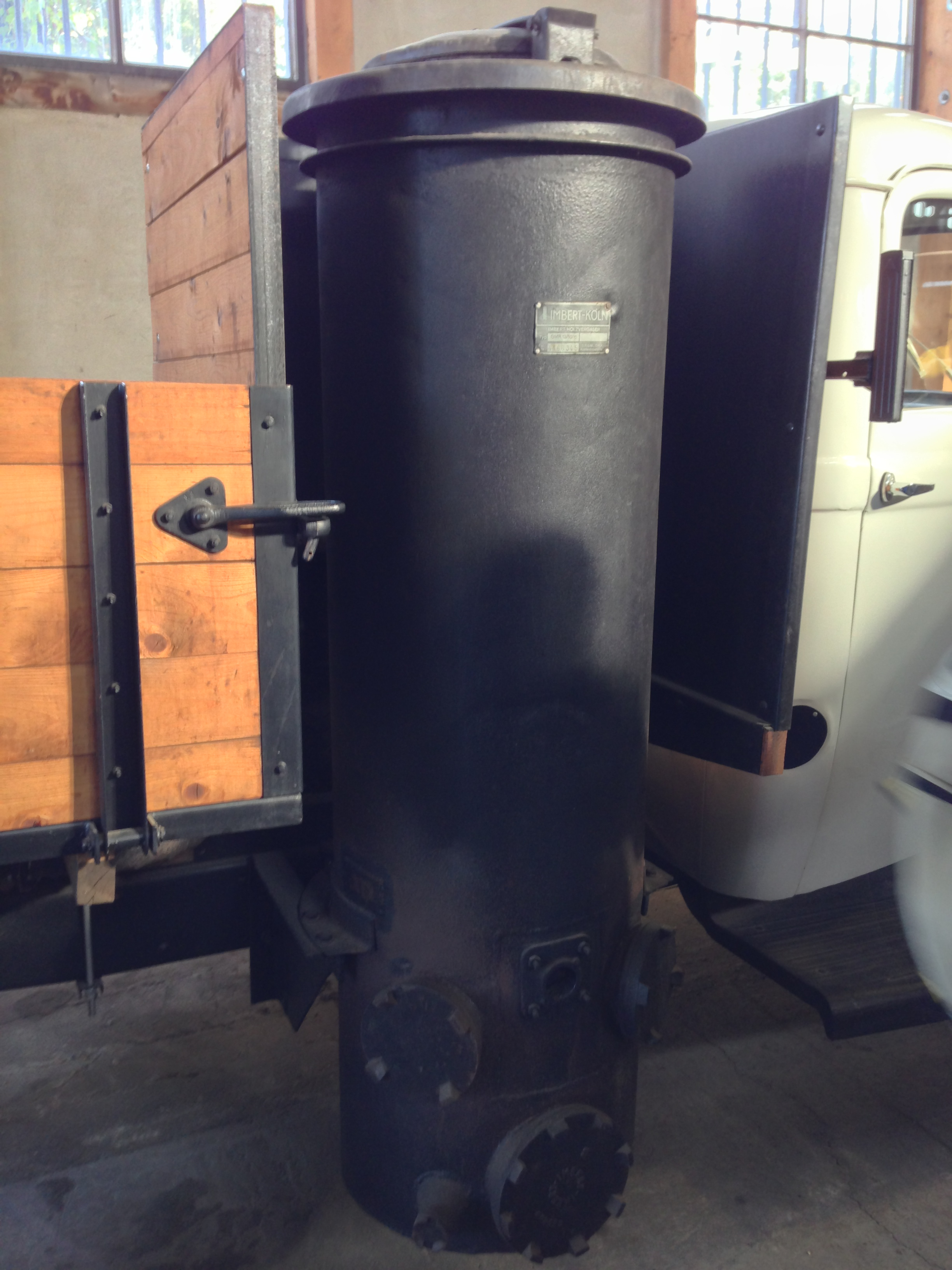
Imbert Holzvergaser LKW im Deutschen Technik-Museum Berlin

Trotz der Begeisterung des französischen Kriegsministers André Maginot für die Projekte von Imbert war die wirtschaftliche Lage schwierig. 1931 musste Imbert Lizenzen zum Bau von Vergasern an seinen deutschen Vertreter, den westfälischen Kaufmann und Ingenieur Hanns Linneborn, verkaufen. Dieser begann mit der Kleinserienfertigung von Holzgasgeneratoren in Deutschland. 1934 versuchte Imberts Bruder Jean-Paul, ein Patent für Synthesegas an die Amerikaner zu verkaufen. Der Erfolg in Deutschland ermöglichte es Imbert, seine Synthesetechnologien in Sarre-Union weiter zu erforschen. Schließlich entwickelte Imbert Mitte der 1930er Jahre einen Holzvergaser, der ungetrocknetes Holz verwenden konnte, ohne den Motor zu verstopfen und 1938 einen Braunkohlenvergaser.
Bei der Evakuierung von Sarre-Union im Mai 1940 zog Imbert mit seiner Familie nach Épinal in den Vogesen. Bei seiner Rückkehr im September wurde er Angestellter seiner ehemaligen Firma, die von seiner Dependance „Imbert Köln“ gekauft worden war.
1944 fand das Werk Imberts allgemeine Anerkennung in der europäischen Fachwelt. Die deutsche Presse bezeichnete ihn als „Papst des Gasgenerators“. Deutschland und andere europäische Staaten setzen den Holzvergaser wegen der Knappheit von Erdöl bei Militär- und Zivilfahrzeugen in größerem Umfang ein. Bis 1950 wurden etwa 500.000 Holzvergaser hergestellt und eingebaut.

## Privatleben
Imbert war evangelisch. Er heiratete 1921 in Straßburg Henriette Jeanne Hudry (1897–1958), mit der er zwei Söhne und zwei Töchter hatte. Einen Sohn verlor Imbert an der Ostfront. Im Dezember 1944 wurde Sarre-Union von der US-Armee besetzt. Obwohl er für die Deutschen gearbeitet hatte, wurde Georges Imbert nicht inhaftiert. Trotzdem wurde sein Besitz beschlagnahmt und als Kriegsbeute verkauft. Imbert zog sich ins Privatleben zurück, verfiel dem Alkoholismus und starb 1950 im Alter von 65 Jahren.

## Ehrungen
- Verdienstkreuz 1944 anlässlich des 60. Geburtstages.